# Bitwa nad rzeką Fei

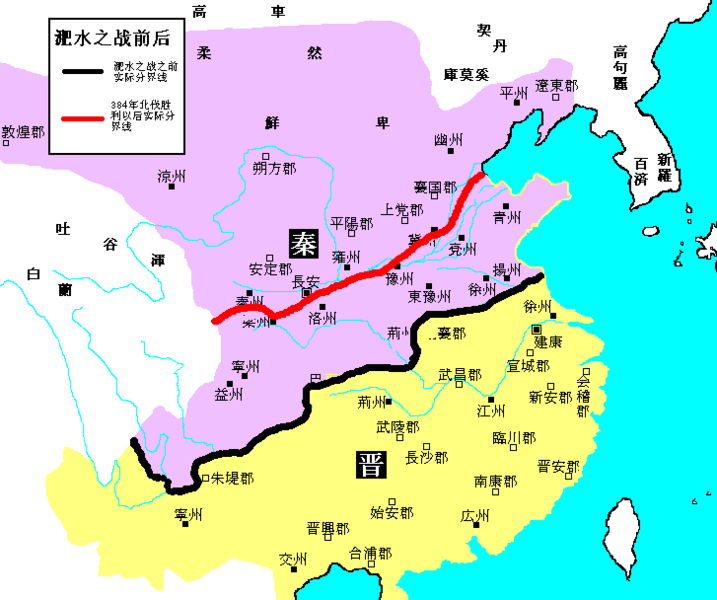
Sytuacja przed i po bitwie nad Fei: czarna linia wyznacza granicę Wcześniejszego Qin przed bitwą, czerwona – po klęsce. Wschodnia dynastia Jian zaznaczona na żółto.

Bitwa nad rzeką Fei (chiń. upr. 淝水之战; chiń. trad. 淝水之戰; pinyin Féishŭi zhī zhàn) – bitwa stoczona w 383 roku, w okresie Szesnastu Królestw, między siłami Wcześniejszego Qin a Wschodniej dynastii Jin, zakończona zdecydowanym zwycięstwem tej ostatniej. Bitwa uznawana jest za jedno z najważniejszych starć w historii Chin, jako że zapobiegła zjednoczeniu Chin przez Qin i utrwaliła podział kraju na następne 200 lat.

## Tło
Wcześniejsze państwo Qin rozpoczęło po 357 szybką ekspansję pod wodzą cesarza Fu Jiana. Do 381, podporządkował on sobie całe północne Chiny, podbijając Wcześniejsze Yan, Wcześniejsze Liang i państwo Dai; oderwał także od terytorium Wschodniej dynastii Jin niemal cały Syczuan. Zjednoczywszy Chiny północne, Fu Jian rozpoczął działania przeciw Wschodniej dynastii Jin na południu. W 378 jego syn, Fu Pi obległ i w następnym roku zdobył, twierdzę Xiangyang nad rzeką Han; równocześnie siły Qin zaatakowały umocnienia nad Huai i zagroziły stolicy Jin, miastu Jiankang. Jin wyparło armie Qin za Huai, ale próba odzyskania Xiangyangu w 383 zakończyła się klęską Jin.

## Kampania w 383 roku
Fu Jian, zdecydowany rozprawić się z Jin, zgromadził wielką armię, liczącą nawet 270 tys. kawalerzystów i 600 tys. piechurów, wcielając do niej co dziesiątego mężczyznę w kraju. Inne źródła podają liczbę nawet 360 tys. jeźdźców, pochodzących m.in. z Xianbei, Xiongnu i Di, podczas gdy piechota była głównie chińska. Fu Jian był wszakże pewny, że niedostatki w spójności i wyszkoleniu jego armii z naddatkiem rekompensuje jej liczebność. Tymczasem północna armia Jin, złożona w znacznej części z uciekinierów z terenów zajętych przez Qin, była dobrze wyszkolona i sprawnie dowodzona przez Xie Xuana, przedstawiciela wpływowego rodu Xie. Niemal stutysięczna siła, nie była armią zawodową, ale ku profesjonalizacji dążyła.
Wyruszywszy z Chang’anu armia pomaszerowała w kilku kolumnach na zachód, w kierunku rzeki Huai. Osobne siły ruszył z Syczuanu na zachód, w kierunku górnego brzegu Huai. Główne uderzenie skierowano przeciw miastu Shouchun nad Huai. Dowodzona przez Fu Ronga, syna cesarza, ćwierćmilionowa awangarda zdobyła twierdzę; następnie 50-tysięczny korpus doszedł nad rzeczkę Luo, dopływ Huai, by zagrodzić drogę nadciągającej armii Jin, liczącej 70 tysięcy żołnierzy. W armii Qin szwankowała koordynacja poszczególnych oddziałów, wojska z północy cierpiały w wilgotnym klimacie południa, straciwszy też sporo taborów, na skutek zasadzek wojsk Jin.
Jinowie mieli przewagę wyszkolenia i morale, co wykorzystali w nocnym ataku. Zaledwie pięciotysięczny oddział Jin osiągnął wielki sukces, rozpraszając siły Qin, które straciły 15 tysięcy żołnierzy wraz z dowódcą korpusu. Następnie armia Jin podeszła do rzeki Fei, obecnie nieistniejącego już, południowego dopływu Huai. Za rzeką Fei ustawił się Fu Rong wraz ze swoimi oddziałami. Mimo że znaczna część sił Qin była na północnym brzegu Huai, wciąż miał kilkukrotną przewagę liczebną. Postanowił ją być może wykorzystać, cofając się od rzeki, by sprowokować nieprzyjaciela do jej forsowania, a następnie zmiażdżyć jego podzielone przez rzekę siły. Szybkie rozstrzygnięcie konfliktu, w miejsce wojny długotrwałej wojny pozycyjnej, sugerował też dowódca Jin. Kiedy jednak Fu Rong dał sygnał do odwrotu, jego armia spanikowała i poszła w kompletną rozsypkę; on sam zginął w zamieszaniu. Panikę mogli wspomóc szpiedzy Jin, wznosząc okrzyki o klęsce Qin. Wojska Jin podjęły pościg i miały zniszczyć nawet połowę ogromnej armii qinowskiej.
Ze względu na fakt, że wszystkie właściwie informacje na temat bitwy pochodzą z jednej Kroniki Jin (Jìn Shū) napisanej w VII w., niektórzy historycy kwestionują w ogóle fakt, że miała miejsce. O ile przebieg jest niejasny, można założyć, że walki nad Luo i Fei miały miejsce, i nawet jeśli nie skończyły się aż tak wielką katastrofą, jest prawdopodobne, że stosunkowo niewielkie taktyczne porażki jak starcie nad Luo i odbicie Shouchun, mogły poderwać zaufanie do  wodza naczelnego w stopniu wystarczającym, by jego wasale wypowiedzieli mu posłuszeństwo. 

## Skutki
Bez względu na przebieg, bitwa nad Fei okazała się jednym z najważniejszych konfliktów w historii Chin. Siły Jin odzyskały znaczne tereny, w tym Xiangyang (w 384) i Syczuan, i przesunęły północną granicę państwa aż do Huang He. Choć nie próbowały jednoczyć północy (doszły najwyżej do południowego Hebei) utrwaliły panowanie dynastii. Qin, które było o krok od zjednoczenia Chin, uległo serii wewnętrznych konfliktów. Murong Chui, który wydostał swe siły nienaruszone i w porządku z zamieszania nad Fei odtworzył na północnym wschodzie państwo Yan. Polityka Fu Jiana pozostawiania wodzów podbitych ludów na ich czele zemściła się, gdy kolejni przywódcy buntowali się: zdołał się co prawda wydostać z oblężonego przez inna grupę Murongów Chang’anu, ale zginął wkrótce potem z rąk armii qiangowskiego wodza Yao Changa, który ustanowił w Shaanxi państwo Późniejsze Qin. Tuoba odzyskali swoje państwo Dai, a inny ich odłam proklamował Zachodnie Qin w dzisiejszym Gansu. Wkrótce po upadku Wcześniejszego Qin północ była podzielona na więcej państw niż kiedykolwiek wcześniej, od czasów Zachodniej dynastii Jin. Chiny zostały powtórnie zjednoczone dopiero w 589, przez dynastię Sui.